# Arne Ungermann
Arne Ungermann Jørgensen, född 11 december 1902, död 25 februari 1981, var en dansk illustratör och barnboksförfattare.
Ungermann är bland annat känd för illustrationerna till Jens Sigsgaards Palle alene i Verden samt åtskilliga böcker med barnrim och den tecknade serien om Hanne Hansen. Han är även känd för sina små vinjetter till Matadors rulltexter.